# Афанасьева Слобода
Афанасьева Слобода — деревня в Себежском районе Псковской области России. Входит в состав сельского поселения Себежское.

## География
Находится на юго-западе региона, в северной части района, в лесной местности около деревень Усадищи и Агурьяново, фактически представляя единое поселение.
Уличная сеть не развита.

## История
В 1802—1924 годах земли слободы Афонасьева входили в: Афанасьево-Слободская волость Опочецкий уезд Псковской губернии.
В 1867 году открыта церковно-приходская школа, ставшая в 1879 году земской. Школа стояла на земле священника Александра Велейского.
В 1941—1944 гг. местность находилась под фашистской оккупацией войсками Гитлеровской Германии.
До 1995 года деревня входила в Томсинский сельсовет. Постановлением Псковского областного Собрания депутатов от 26 января 1995 года все сельсоветы в Псковской области были переименованы в волости и деревня стала частью Томсинской волости.
В 2010 году Томсинская волость, вместе с Афанасьева Слобода и другими населёнными пунктами, была влита в состав нового муниципального образования «сельское поселение Себежское».

## Население
| 2001 | 2002 | 2010 |
| ---- | ---- | ---- |
| 27   | ↘24  | ↘14  |

Согласно результатам переписи 2002 года, в национальной структуре населения русские составляли 96 % от общей численности в 24 чел..

## Инфраструктура
Личное подсобное хозяйство.
На юго-восточной окраине находится артефакт (0,01 га) — каменный крест, датируемый XIV—XVI вв. («Кадастр. Достопримечательные природные и историко-культурные объекты Псковской области». Псков, Псковский государственный педагогический институт им. С. М. Кирова. 1997 год).
На южной окраине деревни находится воинское захоронение, из них 1 известный военнослужащий, 10 участников сопротивления: 6 известных и 4 неизвестных.
В 2018 году по инициативе уроженцев деревни братьев Шумилова Николая и Курсенкова Леонида на собственные средства и средства пожертвований возведена часовня в честь иконы Божией Матери Себежская. Освящена 29 июня 2018 года в память партизан и мирных жителей, погибших и похороненных на деревенском погосте.

## Транспорт
Деревня доступна по просёлочным дорогам.